# Gaohe (socken i Kina, Hunan)
Gaohe (kinesiska: 高和, 高和乡) är en socken i Kina. Den ligger i provinsen Hunan, i den södra delen av landet, omkring 150 kilometer söder om provinshuvudstaden Changsha.
Genomsnittlig årsnederbörd är 1 778 millimeter. Den regnigaste månaden är maj, med i genomsnitt 282 mm nederbörd, och den torraste är oktober, med 22 mm nederbörd.